# Горбатий Геннадій Іванович
Геннадій Іванович Горба́тий (нар. 23 червня 1955, Ангарськ) — український живописець; член Спілки радянських художників України з 1989 року, німецьких мистецьких груп «Aaron» у 1995—2001 роках та «Paracok» з 1996 року.

## Біографія
Народився 23 червня 1955 року в місті Ангарську Іркутської області (нині Російська Федерація). Протягом 1977—1981 років навчався у Кримському художньому училищі у Георгія Куриденка; у 1981—1987 роках — у Київському художньому інституті, де його педагогами були Лев Вітковський, Василь Гурін, Василь Забашта, Олександр Лопухов.
У Чернівцях — з 1987 року. Мешкав у будинку на вулиці Мінській, № 11, квартира № 1. З 1993 року — у Німеччині.

## Творчість
Працює у галузі станкового живопису, створює тематичні композиції, портрети, пейзажі, натюрморти. Серед робіт:
- «Чернівці. Дощовий день» (1987);
- «Минули літа» (1989);
- цикл «Січові стрільці» (1990—1991);
- цикл «Джерело давнини» (1995—1997);
- серія «Джерело давнини» (1996);
- «Божич (Провісник весни)» (1996);
- «Метелик» (1996);
- серія «Пори року» (1997):
  - «Зима»;
  - «Весна»;
- «Місток довіри» (1997);
- «Хаос» (2003).

Брав участь у всеукраїнських мистецьких виставках з 1987 року, міжнародних — з 1989 року. Персональні виставки відбулися у Чернівцях у 1988 році; у Гельнгаузені у 1993, 1998, 2000, 2003 роках, Гойзенштаммі у 1996, 1998, 2001 роках, Саарбрюкені у 1997 році, Ашаффенбурзі у 1999 році, Марбурзі-на-Лані та Вісбадені у 2000 році, Франкфурті-на-Майні у 2001 році. Відзначений дипломом і медаллю 5-го міжнародного симпозіуму митців Європи, який проходив в Італії у 1997 році.
Деякі картини зберігаються у Чернівецькому та Бердянському художніх музеях, приватних збірках (Україна, Німеччина, Італія, Ізраїль, Канада, США, Австрія).